# 馬明潭
馬明潭位於台灣台北市文山區明興里，其範圍為木柵路二段、秀明路頭北側至再興中學一帶，清朝時期盡是湖沼泥地，積水甚深。關於馬明潭的傳說有二種，有人說舊名原稱「馬能潭」，「馬能」原住民語是「哭泣」之意，據說昔日有八位原住民在潭中游泳，其中一位不幸溺斃，友伴環潭而哭，日治時期以「哭」作地名不雅，而改名「馬明潭」；第二種傳說是日本人騎馬經過這片沼澤地時，馬陷爛泥無法動彈不停鳴叫，所以又稱「馬鳴潭」，日人轉音為「馬明潭」。明治三十六年（1903年）日本人發現此地區有豐富的煤礦，開闢木柵路興築台車軌道，填平馬明潭。

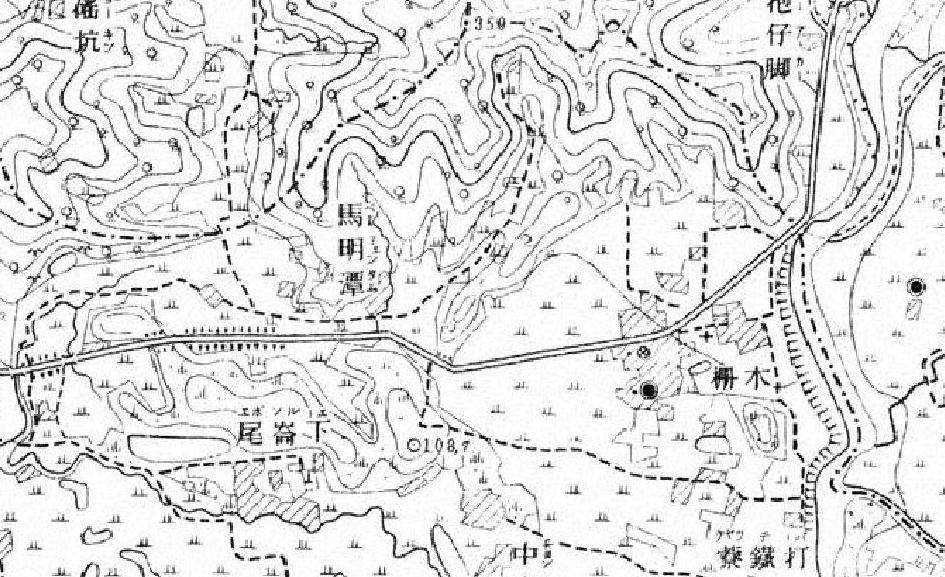
臺灣堡圖中的標示

## 資料來源
1. 1 2 3  . 聯合報. 2013-09-23. （原始内容存档于2013-09-26）. （页面存档备份，存于）
2. ↑   (PDF). 臺北市文山區公所.   [2023-07-11]. OCLC 861324891. （原始内容存档 (PDF)于2023-07-11）. （页面存档备份，存于）